# FM Logistic
FM Logistic – založená ve Francii v roce 1967, rodinná logistická společnost, nekótovaná na burze. Společnost působí v 14 zemích v Evropě, Asie a Latinské Americe (Brazílii) a zaměstnává více než 27 000 osob. Firma je jedním z pionýrů „poolingu“, způsobu využití logistických zdrojů (skladů, dopravních prostředků) současně ve prospěch několika společností-zákazníků. FM Logistic spravuje portfolio mezinárodních nebo tuzemských zákazníků z oblasti: FMCG, retail, farmacie, ochrana zdraví, kosmetika, průmysl a také automotive.

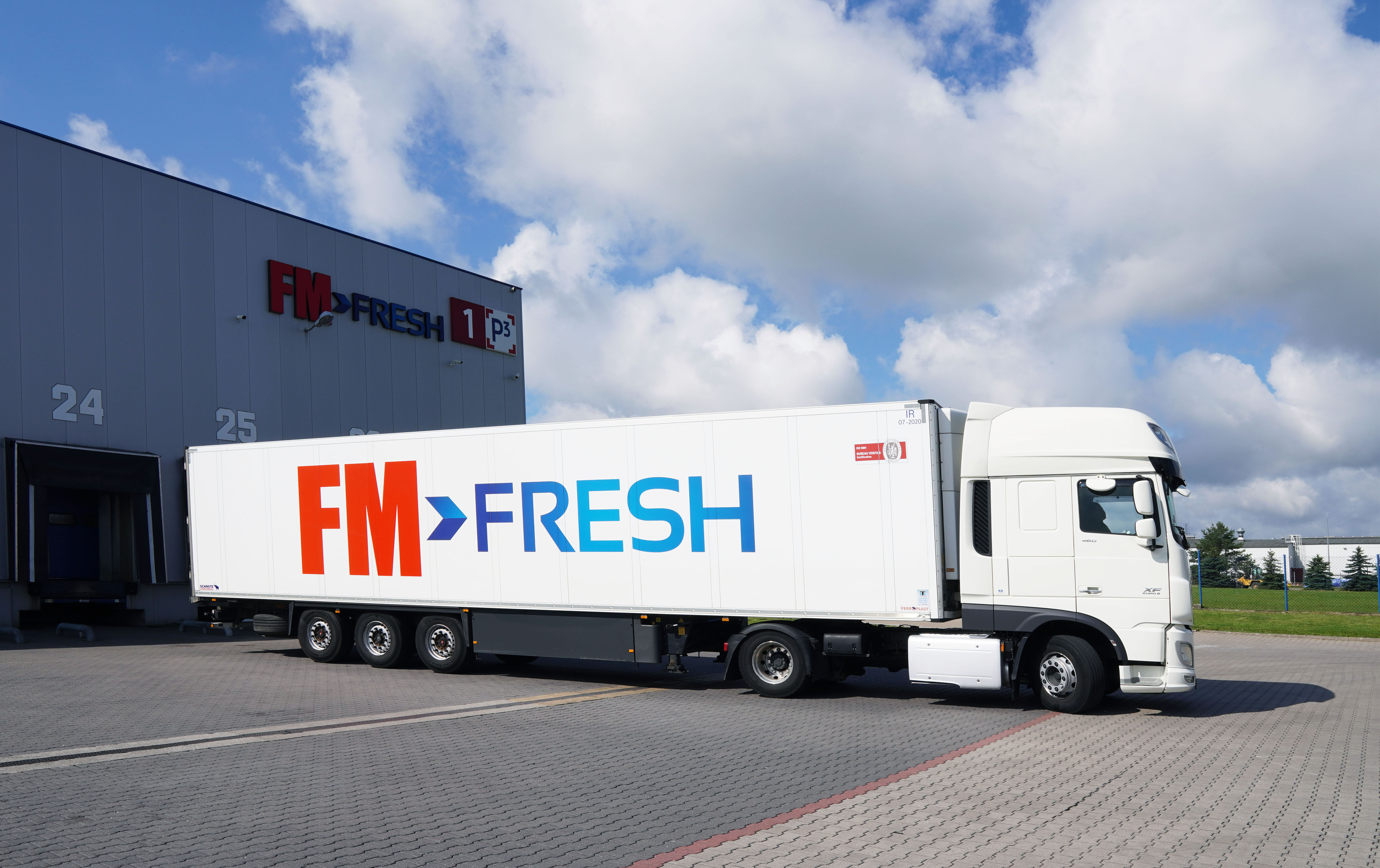
FM Logistic - kamion

Ve střední Evropě firma FM Logistic působí jako FM Logistic Central Europe a je přítomná ve 4 zemích: Polsku (od 1995), Česku (od 1996), na Slovensku (od 1999) a v Maďarsku (od 2005). FM Logistic CE zaměstnává více než 5 500 pracovníků, vlastní 17 logistických platforem, 30 překladišť, má k dispozici plochu 750 000 m² a nabízí více než 1 milión paletových míst. Zároveň spravuje vozový park s více než 2 500 vozidel. Společnost poskytuje služby v oblasti skladování (46%), transportu zboží (41%) a také co-packingu a co-manufacturingu (13%). Klíčové sektory v regionu provozované operátorem jsou FMCG (41%), retail (28%), průmysl (24%), sektor ochrany zdraví (5%) a kosmetika (2%).

## Historie

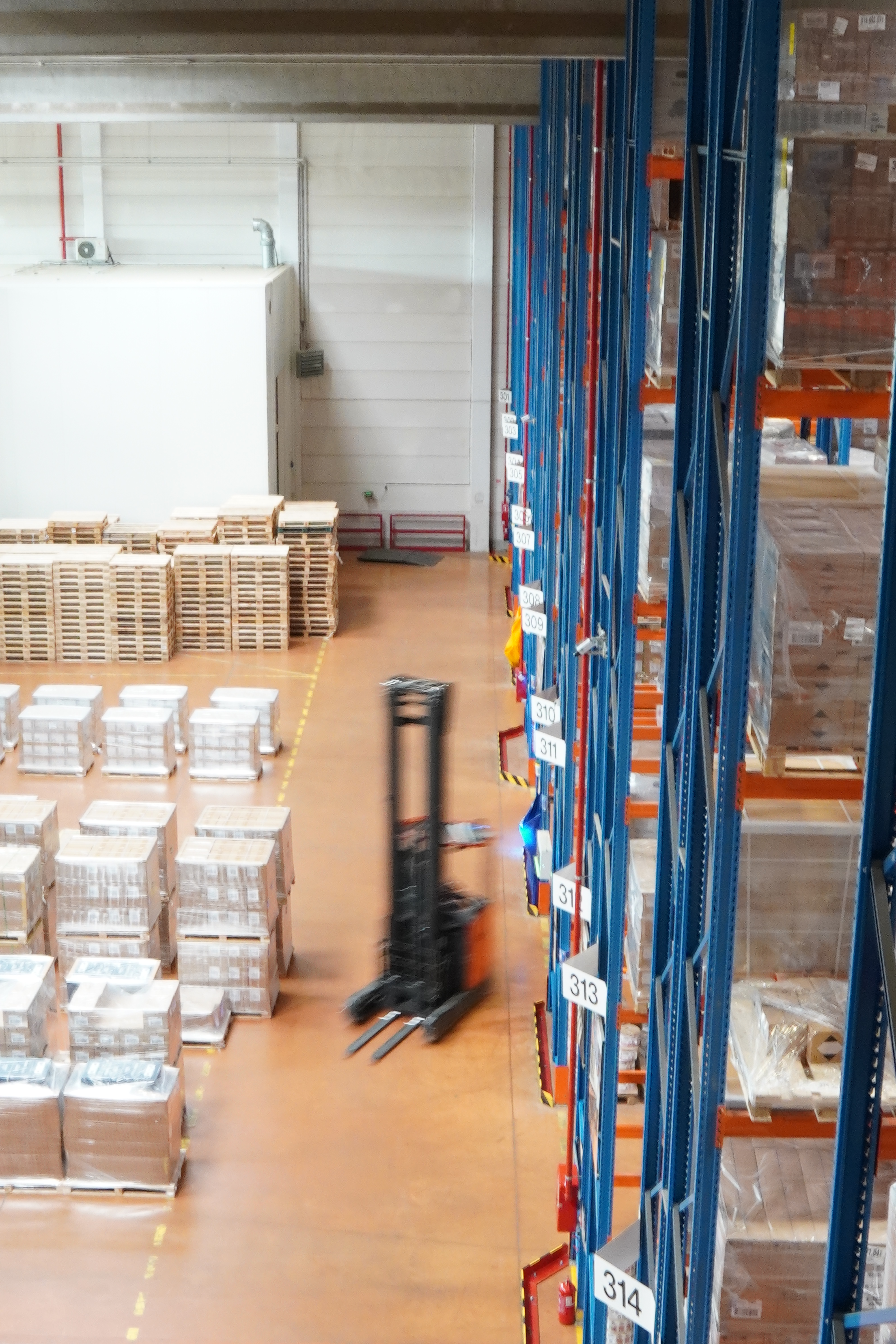
FM Logistic - logistická platforma

FM Logistic vzniklo spojením dvou rodinných dopravních společností v 60. letech 20. století. V roce 1962 dva bratři původem z regionu Ardèche, Edmond a Claude Faure založili společnost zabývající se získáváním a transportem dřeva. Ve výsledku manželství se rodina Faure spojila s rodinou Machet, která vlastnila dopravní společnost ve Vogézách. V roce 1967 Claude Faure, Edmond Faure a Jean-Marie Machet konsolidovali a přesunuli dopravní činnost
do Saint-Quirinu v departementu Moselle. Toto je zrození společnosti Faure & Machet, která tehdy počítala 12 osob a měla 7 vozidel.

### Osmdesátá léta: zahájení činnosti skladování
O deset let později Faure & Machet už zaměstnává 90 pracovníků a vlastní 75 vozidel. V roce 1982 dochází k rozhodujícímu obratu, společnost vyhrává výběrové řízení na servis skupiny MARS (výrobce potravinářských výrobků). Tehdy Faure & Machet zahajuje činnost skladování. V roce 1987 společnost zaměstnává 300 lidí a disponuje 38 000 m² skladovacího prostoru ve Francii.

### Devadesátá léta: mezinárodní expanze

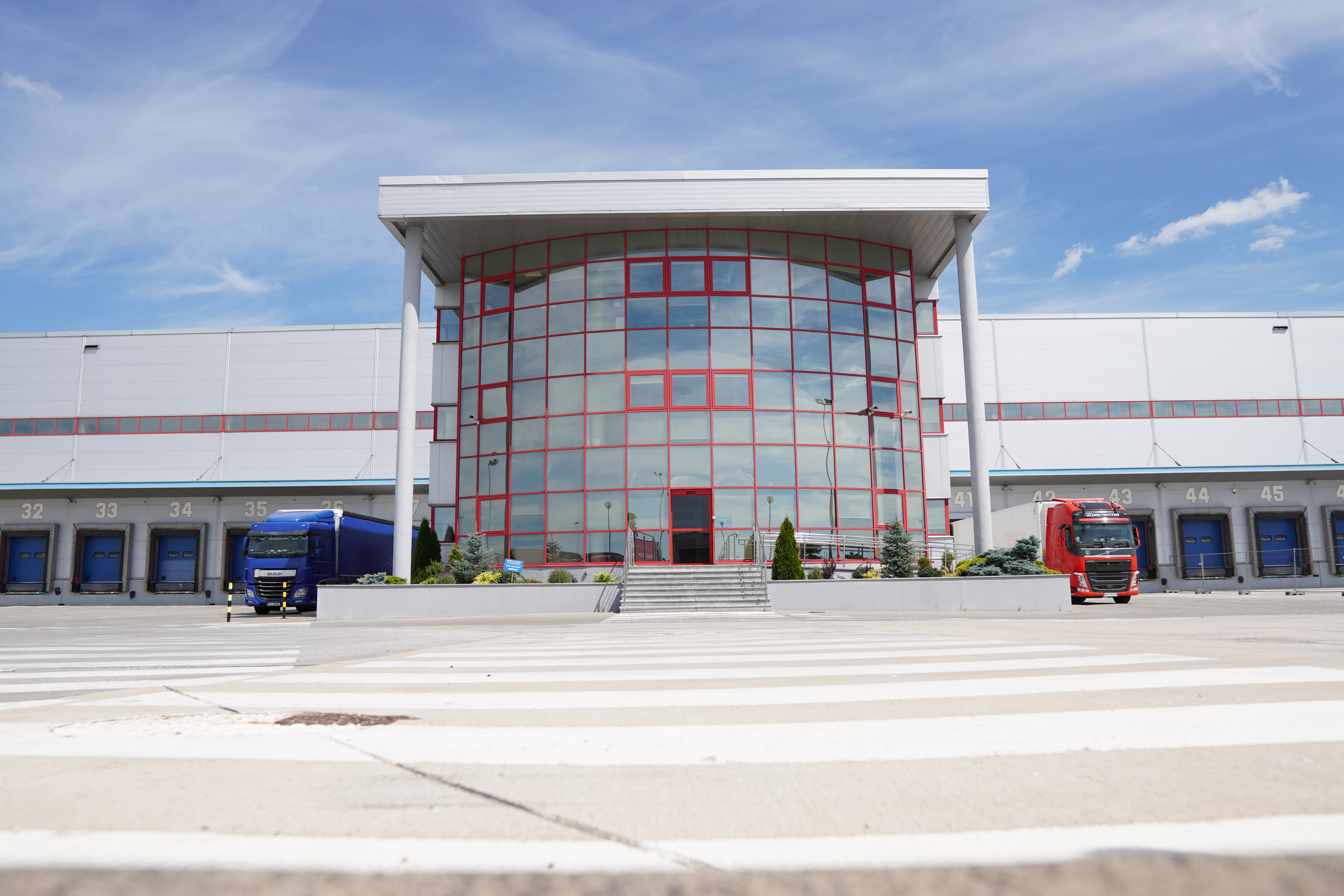
FM Logistic - logistická platforma

V 90. letech Faure & Machet využila příležitostí, které nabídlo otevření trhů ve střední a východní Evropě. Společnost zahajuje činnost v Rusku, Polsku a na Ukrajině. V zájmu usnadnění mezinárodního rozvoje přijala společnost v roce 1998 název „FM Logistic“.

### 21. stol.: předání vedení společnosti další generaci
V roce 2002 tři zakladatelé předávají vedení společnosti další generaci lídrů, mezi které patří Jean-Christophe Machet, současný předseda. V roce 2004 FM Logistic zahajuje činnost v Číně. V roce 2013, se výsledkem akvizice jiného subjektu, skupina objevila v Brazílii.
Ve stejné době získává významného hráče v logistice čerstvých produktů v Rusku. V roce 2016 posílila FM Logistic svoji přítomnost v Asii díky převzetí v Indii společnosti Spear Logistics. V této době skupina pokračuje v mezinárodním rozvoji, o čemž svědčí uvedení do provozu a rozvoj několika logistických platforem v Rusku, Polsku, Česku, Rumunsku, Španělsku a Itálii. FM Logistic plánuje v roce 2020 otevřít několik skladů v Indii a také skladové a distribuční centrum ve Vietnamu. Ve Francii se rozvíjí FM Logistic rychlostí přibližně dvou nových logistických platforem ročně – příkladem je platforma Escrennes, která byla uvedena do provozu v roce 2018.
FM Logistic také realizuje strategii digitální transformace a inovace, s cílem nabídnout řešení v oblasti dodavatelského řetězce, která reagují na růst internetového obchodování, vícekanálovou distribuci a očekávání tzv. udržitelné spotřeby.

## Klíčové údaje Skupiny FM Logistic v roce 2019/2020
- 1,43 mld. € (ke konci účetního roku: 31. března 2020)
- 62 % obratu je generováno mimo Francii
- Členění obratu podle sektoru zákazníků v roce 2018/19: FMCG (31%), retail (28%), průmysl (20%), kosmetika (18%), sektor ochrana zdraví (3%)
- Zaměstnání: 27 500 (průměrná zaměstnanost převedená na pracovní místa na plný úvazek v účetním roce 2019/20)[3]

## Globální vedení FM Logistic
Vedení FM Logistic ke dni 31. března 2020:
- Jean-Christophe Machet – předseda
- Yannick Buisson – generální ředitel – Francie a Západní Evropa
- Cécile Cloarec – ředitel pro lidské zdroje, komunikaci a udržitelný rozvoj
- Stéphane Descarpentries – ředitel – Asie a strategické projekty
- Xavier Prévost – ředitel pro řešení obchodní činnosti a informačních systémů
- Christophe Menivard – ředitel – Východní Evropa
- Béatrice Ogée – obchodní a marketingový ředitel

## Vybraní současní i historičtí zákazníci
- FMCG: Mars, Mondelez, Nestlé, Unilever, Colgate-Palmolive, Reckitt-Benckiser, GSK, Henkel
- Retail: Carrefour, Auchan, Décathlon, Ikea[4], e-commerce značky
- Průmysl: Bosch, Philips, Legrand, Brother, Samsung, Nissan, Osram
- Parfumérie a kosmetika: L'Occitane, L'Oréal, Shiseido, Dior, Clarins, Natura
- Ochrana zdraví: Bristol-Myers Squibb, Sanofi-Aventis, Roche